# Передмірківський замок
Передмірківський замок — втрачена оборонна споруда в селі Передмірці Борсуківської громади Кременецького району Тернопільської области України.

## Відомості
У  XVI ст. споруджено феодальний замок, який у наступному столітті зруйнували козацькі загони.
На замчищі Михайло Сервацій Вишневецький в першій половині XVIII ст. спорудив палац, який пізніше розібрали на будівельні матеріали.
Місце, де стояла твердиня, донині називають Замком; там збереглися залишки її фундаментів.